# 韦斯特霍恩
韦斯特霍恩是德国石勒苏益格－荷尔斯泰因州的一个市镇。总面积9.37平方公里，总人口1288人，其中男性622人，女性666人（2011年12月31日），人口密度137人/平方公里。